# Thomas Fanshawe (2e vicomte Fanshawe)
Thomas Fanshawe, 2e vicomte Fanshawe (1632-1674) de Ware Park, Hertfordshire est un pair irlandais et membre du Parlement. 

## Biographie
Il est le fils de Thomas Fanshawe (1er vicomte Fanshawe) et de sa seconde épouse Elizabeth Cockayne, la fille de William Cockayne, qui est lord-maire de Londres en 1619. 
Au moment où Thomas a dix ans, la guerre civile anglaise commence entre le Parlement et le roi Charles Ier dont l'autorité prend le pas sur l'autre. En tant que fidèles royalistes, la famille Fanshawe envoie de nombreux membres, notamment le père de Fanshawe, se battre pour le roi. 
Pendant que son père est absent, l'oncle de Thomas, Simon Fanshawe, épouse Katherine Walter, la veuve de Knighton Ferrers, qui est un riche propriétaire terrien voisin. En conséquence, Simon obtient la garde de la fille du gentleman décédé, Katherine (décédée en 1660). Pour solidifier l'union entre les deux familles, Simon s'arrange pour que Katherine épouse Thomas en 1648. Selon la légende populaire, Katherine est devenue la "Wicked Lady", une femme de la route qui a terrorisé le comté de Hertfordshire. 
Thomas sert ensuite pendant la Seconde Guerre civile anglaise. Pour ses services au nouveau roi, Charles II, il est créé chevalier du bain en 1661 lors de la restauration et devient député de Hertford au Parlement cavalier de 1661 à sa mort. 

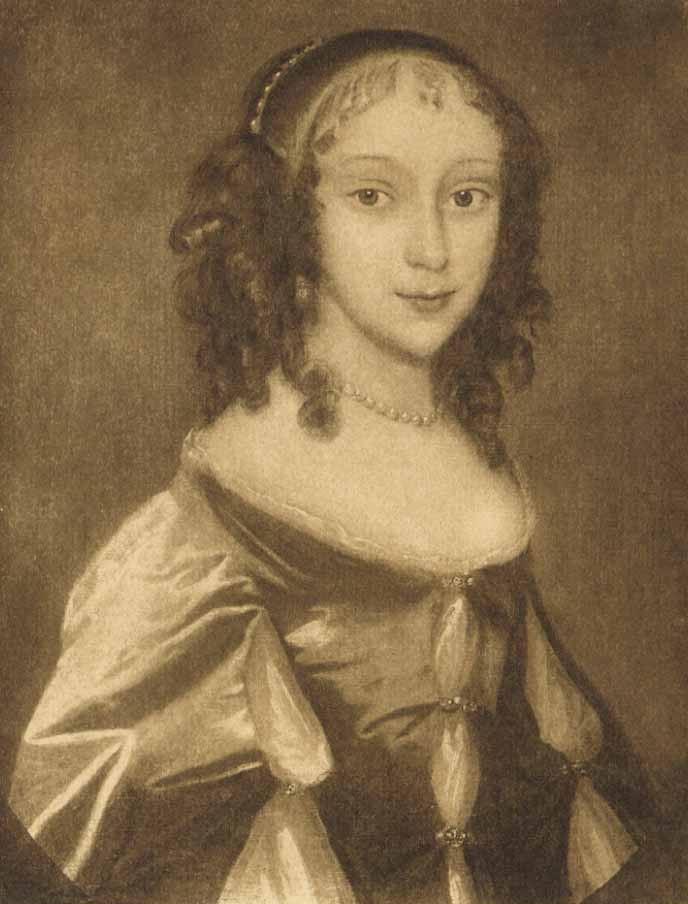
Katherine Ferrers au moment de son mariage, le seul portrait connu d'elle.

## Carrière politique
À la mort de son père en 1665, Thomas lui succède dans la Pairie d'Irlande en tant que vicomte Fanshawe de Dromore et en tant que Rememberer de l'Échiquier. Au cours de sa carrière politique, Lord Fanshawe est Lord Lieutenant pendant la Deuxième guerre anglo-néerlandaise. Pendant son mandat de Lord Lieutenant, Lord Fanshawe envoie à la prison plusieurs hommes qui étaient parlementaires pendant la guerre civile anglaise. Quand cela lui est reproché par Harbottle Grimston, Lord Fanshawe répond que Grimston `` a une main aussi profonde dans l'affaire horrible et sanglante tardive que n'importe quel homme  en référence amère aux sympathies parlementaires passées et présentes du baronnet. Lord Clarendon écrit plus tard à Grimston déplorant la «folie injustifiable» de son vieil ami Fanshawe, ajoutant que sa «passion et son animosité ne rendaient pas service au roi». 
Les parlementaires ne sont cependant pas le seul centre d'intérêt de la "passion et de l'animosité" de Lord Fanshawe. Dans l'un de ses seuls discours entièrement enregistrés au Parlement, il attaque les dissidents protestants en soulignant leur rôle dans la montée d'Oliver Cromwell, les accusant de participer au détrônement et à l'exécution du roi.  
Lord Fanshawe rejoint le comité des Lords et des membres du Parlement qui adopte la loi sur les conventicules de 1670, encourageant la persécution de sectes religieuses telles que les puritains et les quakers. 

## Vie privée
Après la mort de sa première femme, soit lors de l'accouchement, soit, si la légende est vraie, des blessures mortelles qui lui ont été infligées dans l'un de ses derniers exploits en tant que femme infâme de la route, Lord Fanshawe épouse Sarah Evelyn, fille de Sir John Evelyn (1601-1685) (en) et cousin du célèbre diariste John Evelyn  et ont un fils nommé Evelyn Fanshawe, qui lui succède en tant que 3e vicomte Fanshawe de Dromore après sa mort prématurée en 1674 à la suite d'une apoplexie. Il s'agit d'une maladie héréditaire dont son père et son grand-père sont également morts. 